# Aplomb

Uma dançarina exibe desenvoltura ao executar fouettés

No balé, aplomb (pronúncia em francês: [aplɔ̃], em português lit. "desenvoltura"; do francês "à plomb": "conforme o prumo") é a estabilidade inabalável mantida durante uma pose ou movimento vertical; um equilíbrio que garante a precisão e elegância para a execução bem-sucedida de cada movimento do pé. Termo usado inicialmente em 1806 pelo mestre de balé francês Jean-Étienne Despréaux para se referir ao equilíbrio dinâmico, o aprumo que é fundamental nos movimentos do balé bem executados.
Em 1887, o teórico da dança alemão Friedrich Albert Zorn comparou o aplomb nos dançarinos igual "a segurança do toque do pianista". Friedrich Zorn descreveu o aplomb tanto em termos de sua aparência externa quanto de sua técnica subjacente, dizendo que "[a]plomb é a segurança absoluta em subir e descer que resulta da atitude perpendicular da parte superior do corpo e da colocação artística dos pés. Por meio do aprumo, o dançarino adquire uma precisão e uma elegância que garantem a execução bem-sucedida de cada movimento do pé, por mais artístico e difícil que seja, e assim cria uma impressão agradável e satisfatória no observador." De acordo com Agrippina Vaganova, a calma depende do equilíbrio e, de sentir e controlar as sensações musculares dentro da coluna.